# 카를레스 힐
카를레스 힐 데 파레하 비센트(스페인어: Carles Gil de Pareja Vicent, 1992년 11월 22일 ~ )는 스페인의 축구 선수이다. 포지션은 공격형 미드필더이며, 현재 소속팀 뉴잉글랜드 레볼루션에서 활약하고 있다.